# Skorpions Varese 2012
Questa voce raccoglie le informazioni riguardanti gli Skorpions Varese nelle competizioni ufficiali della stagione 2012.

## Roster
| Roster degli Skorpions Varese (2012) |
| --- |
| Quarterback - 3 Giorgio Giorgetti - 8 Giacomo Micheli Running Back - 4 Paolo Ambrosetti RB - 7 Francisco Bonilla Wilfin CB/RB - 22 Edoardo Sessa - 43 Andrea Facetti - 47 Giuseppe Giambra Wide Receiver - 18 Lamberto Giorgetti - 19 Matteo Concina - 80 Paolo Lazzarotto - 83 Max Shewring - 88 Marco Facetti Tight End - 16 Gheorghe Daniel Pipas - 81 Alberto Malomo TE/WR/QB Offensive Linemen - 40 Luis Alberto Perez Andrade - 54 Marco Fortunali C - 68 Christian Muñoz Velez - 69 Victor Alfonso Moran Santolalla - 77 Federico Tagnocchetti C Defensive Linemen - 71 Valerio Pompilio - 74 Enzo Sassi NG - 76 Emanuele Patruno DE - 95 Andrea Balduzzi DE/LB Linebacker - 40 Ruben Edgardo Encarnacion Tovar LB/RB - 42 Brando Casucci LB/CB - 43 Kevin Muñoz Velez - 46 Alessio Tesolin - 51 Matteo Toscano - 53 Davide Attilio Tibaldi - 55 Marco Stocco - 58 Fabio Stoppa - 59 Lorenzo Schena - 60 Daniele Bulgheroni - 61 Matteo Barausse Defensive Back - 9 Stefano Granelli SS/K/PR - 21 Luca Ossola CB/WR - 26 Riccardo Petti CB - 52 Davide Lazzarotto SS/CB - 55 Tommaso Digennaro - -- Marco Brusa Special Team Coaching staff Massimo D'Alessandra |

## Campionato Italiano Football a 9 2012

### Regular season
| Vedano Olona 26 febbraio 2012, ore 15:00 CEST                                                          | Skorpions Varese | 8 – 0 (0-0 0-0 0-0 8-0) | Hammers Lario | C.S. Comunale, via Volta (200 spett.) |
| \| \| \| \| \| Giorgetti G. Q4 (TD) 1yd run Malomo A. Q4 (tpc) pass da Giorgetti G. \| Marcatori \| \| |                  |                         |               |                                       |
| |                  |                         |               |                                       |
| Giorgetti G. Q4 (TD) 1yd run Malomo A. Q4 (tpc) pass da Giorgetti G.                                   | Marcatori        |                         |               |                                       |

| Vedano Olona 18 marzo 2012, ore 15:00 CEST                                      | Skorpions Varese | 6 – 0 (d.t.s.) (0-0 0-0 0-0 0-0 6-0) referto | Blue Storms Gorla Minore | C.S. Comunale, via Volta (150 spett.) |
| \| \| \| \| \| Malomo A. (OT) (TD) 24yd pass da Giorgetti G. \| Marcatori \| \| |                  |                                              |                          |                                       |
|                                                                                 |                  |                                              |                          |                                       |
| Malomo A. (OT) (TD) 24yd pass da Giorgetti G.                                   | Marcatori        |                                              |                          |                                       |

| Arona 31 marzo 2012, ore 17:00 CEST | 65ers Arona | 0 – 46 (0-16 0-16 0-6 0-8) | Skorpions Varese | C.S. Comunale, via Montenero |
| \| \| \| \| \| \| Marcatori \| Facetti A. Q1 (TD) run Facetti A. Q1 (tpc) rush Malomo A. Q1 (TD) pass da Micheli G. Pipas G. Q1 (tpc) pass da Micheli G. Granelli S. Q2 (TD) punt return Facetti A. Q2 (tpc) rush Giorgetti G. Q2 (TD) run Facetti A. Q2 (tpc) rush Sessa E. Q3 (TD) run Giorgetti G. Q3 (TD) run Ambrosetti P. Q3 (tpc) rush \| |             | |                  |                              |
| |             | |                  |                              |
| | Marcatori   | Facetti A. Q1 (TD) run Facetti A. Q1 (tpc) rush Malomo A. Q1 (TD) pass da Micheli G. Pipas G. Q1 (tpc) pass da Micheli G. Granelli S. Q2 (TD) punt return Facetti A. Q2 (tpc) rush Giorgetti G. Q2 (TD) run Facetti A. Q2 (tpc) rush Sessa E. Q3 (TD) run Giorgetti G. Q3 (TD) run Ambrosetti P. Q3 (tpc) rush |                  |                              |

| Molteno 15 aprile 2012, ore 15:00 CEST | Commandos Brianza | 12 – 26 (0-12 6-6 6-0 0-8) | Skorpions Varese | C.S. Comunale, via A. Consolini |
| \| \| \| \| \| ? Q2 (TD) run ? Q3 (TD) run \| Marcatori \| Ambrosetti P. Q1 (TD) run Facetti A. Q1 (TD) run Facetti A. Q2 (TD) run Pipas G. Q4 (TD) pass da Giorgetti G. Facetti A. Q4 (tpc) rush \| |                   | |                  |                                 |
| |                   | |                  |                                 |
| ? Q2 (TD) run ? Q3 (TD) run | Marcatori         | Ambrosetti P. Q1 (TD) run Facetti A. Q1 (TD) run Facetti A. Q2 (TD) run Pipas G. Q4 (TD) pass da Giorgetti G. Facetti A. Q4 (tpc) rush |                  |                                 |

| Cirié 6 maggio 2012, ore 15:00 CEST                                                                         | Blitz Ciriè | 0 – 14 (0-6 0-8 0-0 0-0)                                                  | Skorpions Varese | C.S. Comunale, via Biaune |
| \| \| \| \| \| \| Marcatori \| Facetti A. Q1 (TD) run Campagna S. Q2 (TD) run Giorgetti G. Q2 (tpc) rush \| |             |                                                                           |                  |                           |
| |             |                                                                           |                  |                           |
| | Marcatori   | Facetti A. Q1 (TD) run Campagna S. Q2 (TD) run Giorgetti G. Q2 (tpc) rush |                  |                           |

| Vedano Olona 13 maggio 2012, ore 15:00 CEST | Skorpions Varese | 30 – 6 (8-6 0-0 16-0 6-0)         | Centurions Alessandria | C.S. Comunale, via Volta |
| \| \| \| \| \| Facetti A. Q1 (TD) run Pipas G. Q1 (tpc) pass da Giorgetti G. Granelli S. Q3 (TD) kickoff return Campagna S. Q3 (tpc) rush Facetti A. Q3 (TD) run Malomo A. Q3 (tpc) pass da Giorgetti G. Bonilla F.W. Q4 (TD) interception return \| Marcatori \| Di Saverio Q2 (TD) pass da Astori \| |                  |                                   |                        |                          |
| |                  |                                   |                        |                          |
| Facetti A. Q1 (TD) run Pipas G. Q1 (tpc) pass da Giorgetti G. Granelli S. Q3 (TD) kickoff return Campagna S. Q3 (tpc) rush Facetti A. Q3 (TD) run Malomo A. Q3 (tpc) pass da Giorgetti G. Bonilla F.W. Q4 (TD) interception return                                                                     | Marcatori        | Di Saverio Q2 (TD) pass da Astori |                        |                          |

### Playoff
| Vedano Olona 3 giugno 2012, ore 16:30 CEST Quarti di finale - Nord Conference | Skorpions Varese | 30 – 14 (8-0 16-0 8-0 0-14)                 | Storms CUS Pisa | C.S. Comunale, via Volta |
| \| \| \| \| \| Facetti M. Q1 (TD) pass da Giorgetti G. Facetti A. Q1 (tpc) rush Pipas G. Q2 (TD) pass da Giorgetti G. Facetti A. Q2 (tpc) rush Granelli S. Q2 (TD) 70yd interception return Perez Andrade L.A. Q2 (tpc) rush Giorgetti G. Q3 (TD) run \| Marcatori \| ? Q4 (TD) run ? Q4 (TD) run ? Q4 (tpc) pass \| |                  |                                             |                 |                          |
| |                  |                                             |                 |                          |
| Facetti M. Q1 (TD) pass da Giorgetti G. Facetti A. Q1 (tpc) rush Pipas G. Q2 (TD) pass da Giorgetti G. Facetti A. Q2 (tpc) rush Granelli S. Q2 (TD) 70yd interception return Perez Andrade L.A. Q2 (tpc) rush Giorgetti G. Q3 (TD) run                                                                               | Marcatori        | ? Q4 (TD) run ? Q4 (TD) run ? Q4 (tpc) pass |                 |                          |

| Bologna 17 giugno 2012, ore 16:00 CEST Semifinale - Nord Conference | Neptunes CUS Bologna | 27 – 41 (7-0 7-21 6-14 7-6) | Skorpions Varese | C.S. Dozza, via Romita (100 spett.) |
| \| \| \| \| \| Michaeler T. Q1 (TD) 14yd pass da Valdisserri P. Lo Biondo G. Q1 (pat) Michaeler T. Q2 (TD) 87yd kickoff return Lo Biondo G. Q2 (pat) Valdisserri P. Q3 (TD) 1yd run Perrone M. Q4 (TD) 2yd pass da Ventriglia A. Lo Biondo G. Q4 (pat) \| Marcatori \| Malomo A. Q2 (TD) 1yd run Giorgetti G. Q2 (tpc) rush Pipas G. Q2 (TD) 69yd pass da Giorgetti G. Granelli S. Q2 (pat) Giorgetti G. Q2 (TD) 5yd run Giorgetti G. Q3 (TD) 1yd run Pipas G. Q3 (TD) 38yd run Pipas G. Q3 (tpc) pass da Giorgetti G. Pipas G. Q4 (TD) 4yd pass da Giorgetti G. \| |                      | |                  |                                     |
| |                      | |                  |                                     |
| Michaeler T. Q1 (TD) 14yd pass da Valdisserri P. Lo Biondo G. Q1 (pat) Michaeler T. Q2 (TD) 87yd kickoff return Lo Biondo G. Q2 (pat) Valdisserri P. Q3 (TD) 1yd run Perrone M. Q4 (TD) 2yd pass da Ventriglia A. Lo Biondo G. Q4 (pat) | Marcatori            | Malomo A. Q2 (TD) 1yd run Giorgetti G. Q2 (tpc) rush Pipas G. Q2 (TD) 69yd pass da Giorgetti G. Granelli S. Q2 (pat) Giorgetti G. Q2 (TD) 5yd run Giorgetti G. Q3 (TD) 1yd run Pipas G. Q3 (TD) 38yd run Pipas G. Q3 (tpc) pass da Giorgetti G. Pipas G. Q4 (TD) 4yd pass da Giorgetti G. |                  |                                     |

| Cavallermaggiore 24 giugno 2012, ore 21:00 CEST Finale - Nord Conference | Bills Cavallermaggiore | 42 – 12 (14-0 6-6 14-0 8-0)                                    | Skorpions Varese | C.S. Comunale, via Fiume 33 (550 spett.) |
| \| \| \| \| \| Lemnushi E. Q1 (TD) run Botta M. Q1 (tpc) pass Lemnushi E. Q1 (TD) run Botta M. Q2 (TD) pass da Ferlemann P. Botta M. Q3 (TD) pass da Ferlemann Petrone W. Q3 (TD) run Botta M. Q3 (tpc) rush Botta M. Q4 (TD) pass da Ferlemann Petrone W. Q4 (tpc) rush \| Marcatori \| Facetti M. Q2 (TD) pass da Giorgetti G. Facetti A. Q3 (TD) run \| |                        |                                                                |                  |                                          |
| |                        |                                                                |                  |                                          |
| Lemnushi E. Q1 (TD) run Botta M. Q1 (tpc) pass Lemnushi E. Q1 (TD) run Botta M. Q2 (TD) pass da Ferlemann P. Botta M. Q3 (TD) pass da Ferlemann Petrone W. Q3 (TD) run Botta M. Q3 (tpc) rush Botta M. Q4 (TD) pass da Ferlemann Petrone W. Q4 (tpc) rush                                                                                                  | Marcatori              | Facetti M. Q2 (TD) pass da Giorgetti G. Facetti A. Q3 (TD) run |                  |                                          |

## Statistiche di squadra
| Competizione | %Vittorie | In casa | In casa | In casa | In casa | In casa | In casa | In trasferta | In trasferta | In trasferta | In trasferta | In trasferta | In trasferta | Totale | Totale | Totale | Totale | Totale | Totale |
| Competizione | %Vittorie | G       | V       | N       | P       | Pf      | Ps      | G            | V            | N            | P            | Pf           | Ps           | G      | V      | N      | P      | Pf     | Ps     |
| ------------ | --------- | ------- | ------- | ------- | ------- | ------- | ------- | ------------ | ------------ | ------------ | ------------ | ------------ | ------------ | ------ | ------ | ------ | ------ | ------ | ------ |
| Campionato   | 1.000     | 3       | 3       | 0       | 0       | 44      | 6       | 4            | 4            | 0            | 0            | 86           | 12           | 6      | 6      | 0      | 0      | 130    | 18     |
| Playoff      | .667      | 1       | 1       | 0       | 0       | 30      | 14      | 2            | 1            | 0            | 1            | 53           | 69           | 3      | 2      | 0      | 1      | 83     | 83     |
| Totale       | .889      | 4       | 4       | 0       | 0       | 74      | 20      | 6            | 5            | 0            | 1            | 139          | 81           | 9      | 8      | 0      | 1      | 213    | 101    |